# Bolszoje (obwód wołogodzki)
Bolszoje (ros. Большое) – wieś w Rosji, w rejonie wołogodzkim obwodu wołogodzkiego. W 2010 r. liczyła 77 mieszkańców.